# Army of the Cumberland
Army of the Cumberland var en af de store Unionshære i det vestlige operationsområde i den amerikanske borgerkrig. Den hed oprindeligt Army of the Ohio.

## Historie
Oprindelsen på Army of the Cumberland stammer tilbage fra etableringen af Army of the Ohio i november 1861, under kommando af brigadegeneral Robert Anderson. Hæren kæmpede under navnet Army of the Ohio indtil generalmajor William S. Rosecrans overtog kommandoen over hæren og militærområdet Cumberland og samlede begge dele til Army of the Cumberland. Da Rosecrans overtog kommandoen var hæren og XIV Korps det samme. Hæren var delt i tre fløje, som blev ledet af Alexander M. McCook (Højre fløj), George H. Thomas (Center), og Thomas L. Crittenden (Venstre fløj).
Hærens første større slag var slaget ved Stones River. Efter slaget blev hæren og XIV Korps adskilt. Den tidligere center fløj blev XIV Korps, højre fløj blev XX Korps og venstre fløj blev til XXI Korps. Rosecrans beholdt kommandoen over hæren- Han førte den derefter igennem Tullahoma kampagnen og i Slaget ved Chickamauga, hvorefter hæren blev belejret i Chattanooga. Generalmajor Ulysses S. Grant ankom til Chattanooga for at overtage kommandoen over Army of the Cumberland, Army of the Tennessee og forstærkninger fra Army of the Potomac. Rosecrans havde været en populær og respekteret kommandør, men på grund af hans nederlag og hans manglende evne til at få løftet de konfødereredes belejring valgte Grant at erstatte ham med George H. Thomas den 28. oktober 1863.
I slaget ved Chattanooga havde Grant været forsigtig med at bruge Army of the Cumberland i hovedkampen idet han frygtede at deres moral var lav efter nederlaget ved Chickamauga. I stedet brugte han veteranerne fra Army of the Potomac, som var stolte over deres nylige sejr i slaget ved Gettysburg, til at tage Lookout Mountain og regnede med at bruge tropperne fra Army of the Tennessee, som også var nylige sejrherrer fra Belejringen af Vicksburg, til at angribe de konfødereredes højre fløj på Missionary Ridge. Army of the Cumberland fik tildelt den mindre opgave med at tage skyttegravene ved foden af Missionary Ridge. Da de havde løst deres opgave stormede fire divisioner (heraf en under ledelse af Philip Sheridan) op af højdedraget og slog de konfødereredes centrum på flugt. Da Grant vredt spurgte hvem der havde beordret tropperne op på højdedraget svarede både Thomas og Gordon Granger, en af korpskommandørerne i hæren, at det vidste de ikke. Så sagde Granger: "Når først de drenge er kommet i gang kan hele helvede ikke stoppe dem."
Efter Chattanooga overtog, generalmajor William T. Sherman kommandoen over alle Unionens hære i det vestlige operationsområde og skabte en armegruppe bestående af Army of the Cumberland, Army of the Tennessee og Army of the Ohio og marcherede mod Atlanta i Atlanta kampagnen. I september faldt Atlanta til Shermans armegruppe. Da den konfødererede general John Bell Hood rykkede nord på fra Atlanta, valgte Sherman ikke at følge efter ham, men sendte i stedet Army of the Cumberland og Army of the Ohio efter him. Thomas mødte til sidst Hood i Slaget ved Nashville og knuste ham, og bragte dermed en afslutning på de større militære aktioner for Army of the Cumberland. Den deltog i den store sejrsparade i Washington, D.C. foran præsident Andrew Johnson i 1865.

## Kommandohistorie
| Kommandør                         | Fra              | Til              | Større slag og kampagner                                                                                        |
| --------------------------------- | ---------------- | ---------------- | --- |
| Generalmajor William S. Rosecrans | 24. oktober 1862 | 19. oktober 1863 | Slaget ved Stones River, Tullahoma kampagnen, Slaget ved Chickamauga                                            |
| Generalmajor George H. Thomas     | 19. oktober 1863 | 1. august 1865   | Slaget ved Chattanooga, Atlanta kampagnen, Slaget ved Peachtree Creek Slaget ved Franklin, Slaget ved Nashville |